# Aulacophora tibialis
Aulacophora tibialis (лат.) — вид жуков-листоедов рода Aulacophora из подсемейства козявок (Galerucinae).

## Распространение
Бирма, Вьетнам, Индия, Индонезия, Китай, Лаос, Малайзия, Филиппины, Тайвань, Таиланд. Один из 10 видов рода, обнаруженных на Тайване.

## Описание
Мелкие ярко-окрашенные жуки, жёлто-коричневые с чёрными ометинами, скутеллюм и лабрум чёрные. Самцы: длина 6,3-7,0 мм, ширина 3,3-3,6 мм. Самки: длина 6,5-6,8 мм, ширина 3,5-3,7 мм). Усики 11-члениковые. Тело овально-вытянутое, места прикрепления усиков разделены, пронотум с поперечным вдавлением (бороздкой), эпиплеврон элитр усечён (резко суживается к вершине) за средней линией надкрылий, передние тазиковые впадины сзади открытые, абдоминальный 5-й вентрит трёхлопастный, голени вооружены апикальными шпорами, коготки лапок раздвоенные. Питаются двудольными растениями: Fabaceae (Lablab purpureus) и Cucurbitaceae (Cucurbita moschata).
Вид был впервые описан в 1876 году, а его валидность была подтверждена в ходе ревизии рода тайваньским энтомологом Хи-Фенг Ли (Chi-Feng Lee; Taiwan Applied Zoology Division, Taiwan Agricultural Research Institute, Taichung, Тайвань) и голландским колеоптерологом Роном Биненом (Ron Beenen; Martinus Nijhoffhove, Nieuwegein, Нидерланды).